# Matthew Dunham
Matthew Robert George Dunham (Takapuna, 15 de agosto de 1994) es un deportista neozelandés que compitió en remo.
Ganó una medalla de plata en el Campeonato Mundial de Remo de 2017, en la prueba de scull individual ligero. Además, obtuvo una medalla de bronce en el Campeonato Mundial de Remo de Mar de 2022.

## Palmarés internacional
| Campeonato Mundial | Campeonato Mundial        | Campeonato Mundial | Campeonato Mundial      |
| Año                | Lugar                     | Medalla            | Prueba                  |
| ------------------ | ------------------------- | ------------------ | ----------------------- |
| 2017               | Sarasota (Estados Unidos) | Medalla de plata   | Scull individual ligero |